# Saint Eustache (Dürer)
Pour les articles homonymes, voir Saint Eustache.
Saint Eustache est une gravure sur cuivre de l'artiste de la Renaissance allemande Albrecht Dürer, datable vers 1501. Parmi les différentes copies subsistantes, l'une des meilleures se trouve au Fogg Art Museum de Cambridge (Massachusetts).

## Description
Saint Eustache est un général romain, Placidus, qui, selon la légende, lors d'une chasse dans les bois, eut la vision d'un crucifix entre les bois d'un cerf qu'il chassait. Dürer le représente comme un chevalier qui, frappé par la vision soudaine du cerf en arrière-plan, s'agenouille d'émerveillement, laissant momentanément libres le cheval et les lévriers qui occupent le premier plan. Le déplacement de l'action principale vers l'arrière-plan conduit l'œil du spectateur à travers les arbres (représentés de manière réaliste) jusqu'au château sur le rocher qui domine le paysage.

## Source
La scène est peut-être inspirée par La Légende dorée publiée à Nuremberg en 1488, par le parrain de Dürer, Anton Koberger.

## Analyse
Saint Eustache est le plus grand cuivre de Dürer et l'un de ceux qui témoignent le plus brillamment de son ambition picturale. Cette-ci est portée tant par le format de l'estampe que par une remarquable maîtrise du burin, grâce à laquelle il obtient une palette variée de gris qui contribue à construire l'espace et à creuser la profondeur de la composition. La représentation de la nature, sous toutes ses formes, est pleinement aboutie.
Saint Eustache témoigne aussi d'une connaissance de la production de Pisanello, que ce soit le panneau conservé à Londres, que le peintre consacre au même sujet, La Vision de saint Eustache, ou ses études d'animaux, tout particulièrement de lévriers (musée du Louvre). La seule étude préparatoire existante est d'ailleurs un lévrier de profil (Windsor, Royal Collection), semblable aux dessins de Pisanello.
Le cheval qui occupe magistralement la partie droite de la feuille, au point d'éclipser le cerf qui porte l'apparition du Christ, constitue une étape décisive dans les réflexions de l'artiste sur les proportions idéales de l'animal.
Dürer n'omet pas de rendre hommage aux éléments de la nature façonnés par l'homme et réserve un soin tout particulier au costume de Placidus et à son équipement de chasse.
Saint Eustache s'impose comme une glorification de la Création dans toute sa diversité.

## Diffusion
Dürer distribua volontiers cette estampe lors de son voyage aux Pays-Bas, la considérant lui-même certainement comme l'une des plus représentatives de son art. L'œuvre resta prisée tout au long du XVIe siècle, louée notamment par Giorgio Vasari  dans Les Vies des meilleurs peintres, sculpteurs et architectes pour la « variété de quelques chiens inégalables ». Elle s'imposa rapidement comme un véritable objet de collection. Ainsi Rodolphe II (empereur du Saint-Empire), à la fin du siècle, possédait une plaque dorée du Saint Eustache, la matrice originale ou peut-être une copie ; au XVIIe siècle, plusieurs épreuves furent tirées sur soie.

## Postérité
Lucas Cranach l'Ancien  reprend le motif de l'un des lévriers pour le chien allongé au premier plan dans son Jugement de Pâris (1508).